# Antoniuskreuz

Taukreuz

Das Antonius- bzw. Antoniterkreuz (lateinisch crux commissa ‚aneinandergefügtes Kreuz‘), hat die Form eines T. Abgeleitet vom griechischen Buchstaben Tau (τ) bzw. dem hebräischen Buchstaben Taw (ת) wird es auch Taukreuz oder abgeleitet von dem mit einem Kreis gekrönten koptischen Kreuz auch Ägyptisches Kreuz genannt. Wenn es im Wappen schwebt, wird es auch als Plattkreuz bezeichnet. Zumindest aus heraldischer Sicht ist das Antoniuskreuz jedoch kein Kreuz, sondern es handelt sich um die Verschmelzung eines Pfahls und eines abgeledigten Balkens in durchgehender Tinktur. Ist der Balken genau doppelt so lang wie der Pfahl, sprechen Heraldiker statt von einem Kreuz von einer Krücke.

## Verwendung

### Christliche Symbolik

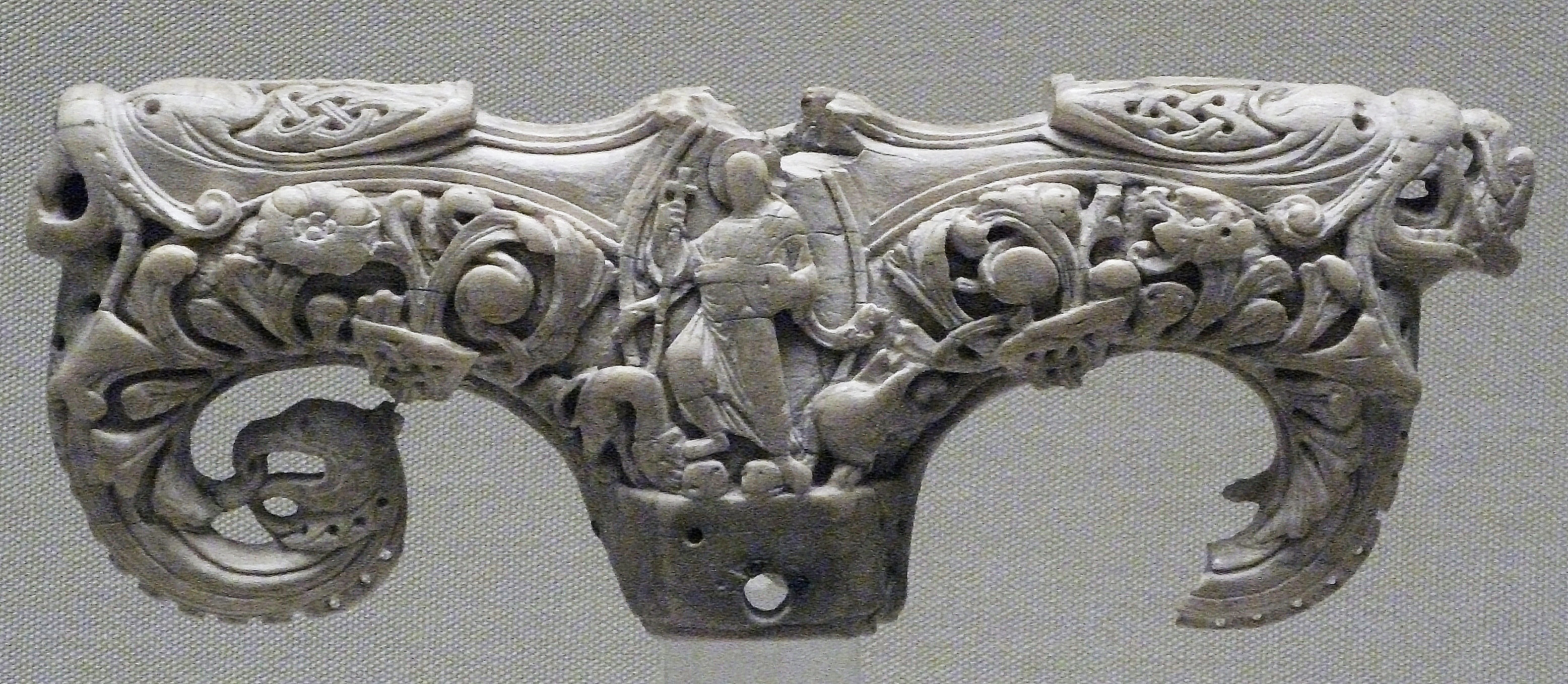
Taukreuz (Oberteil), England, 8. Jh.

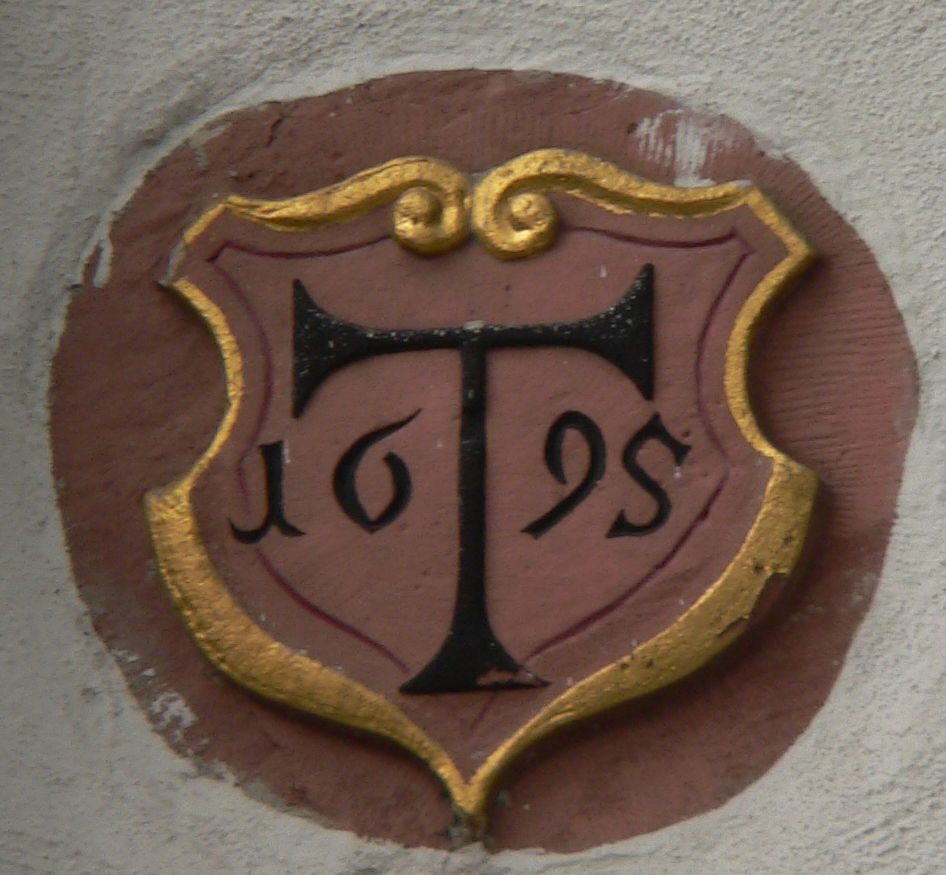
Antoniuskreuz am ehemaligen Antoniterkloster in Frankfurt-Höchst

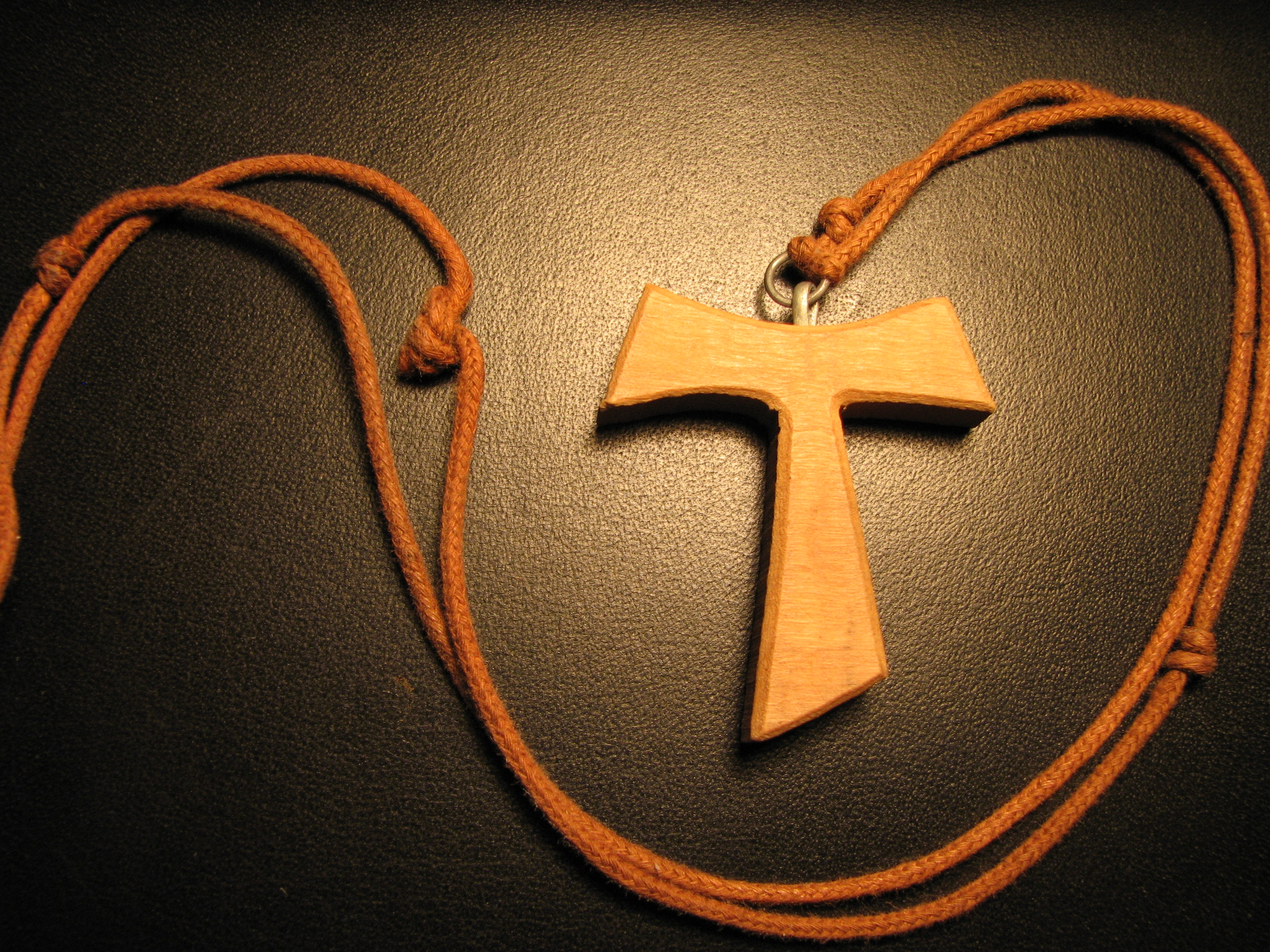
Taukreuz der Franziskaner

Im Buch Ezechiel im Alten Testament der Bibel markiert der Prophet die Stirn der Glaubenstreuen mit einem „Zeichen“, das verschiedentlich als ein Taukreuz übersetzt wird (taw, der letzte Buchstabe des hebräischen Alphabets, der in der älteren Schrift die Form eines Kreuzes (X) hatte). Der Bibelkommentator John Gill erwähnte einige Ansichten hierüber und meinte selbst, dass dieser Buchstabe nur gewählt wurde, weil es der letzte Buchstabe des Alphabets war. Das in der Offenbarung des Johannes erwähnte Siegel, womit die Gläubigen gekennzeichnet werden, wird manchmal hiermit in Verbindung gebracht.
Es fand zudem über das mit einem Kreis gekrönte koptische Kreuz früh Eingang in die christliche Symbolik. Daher trägt diese Kreuzform auch die Bezeichnung Ägyptisches Kreuz.
Später findet sich die Form in Mönchsstäben mit Querholz. Der Heilige Antonius der Große, auch Antonius Abbas genannt, wird meist mit diesem Stab dargestellt. Es ist sein ikonographisches Attribut, daher stammt die Bezeichnung Antoniuskreuz. Der nach Antonius benannte Antoniterorden hatte sich vorwiegend der Krankenpflege angenommen, hier besonders der Vergiftungsopfer durch die Alkaloide, z. B. Ergotamin, im Mutterkorn. Der Orden betrieb im 14. Jh. in Europa 350 Hospitäler. Daher gibt es Deutungsversuche, das Antoniterkreuz als Krücke der vom Mutterkorn Gelähmten anzusehen. Das Ordensgewand der Antoniter war ein schwarzes Chorkleid, darüber ein schwarzer Mantel mit hellblauem Taukreuz.
Das Taukreuz wurde ebenfalls zum Symbol des Franziskanerordens. Der Ordensgründer Franz von Assisi nahm es nach verschiedenen Erklärungen als Segenszeichen sowie als Zeichen der Demut und Erlösung und unterzeichnete mit diesem Symbol.
In der christlichen Lehre gilt das Taukreuz unter anderem als Bußzeichen. Papst Innozenz III. eröffnete 1215 das IV. Laterankonzil, in dem er zum Kreuzzug aufrief, in diesem Sinne.
In der Darstellung der Kreuzigungsszene werden häufig die Kreuze der beiden Schächer beiderseits des Gekreuzigten entweder als Gabelkreuze (Schächerkreuze) oder eben als Antoniuskreuze dargestellt.

## Beispiele

### Heraldik
In der Tradition des Antoniterklosters zu Grünberg führt die Universität Gießen seit 1736 ein blaues Antoniterkreuz auf silbernem Grund. Seit 1957 führt daher auch der Landkreis Gießen das Antoniuskreuz im Wappen, allerdings in umgekehrter Farbgebung.
Die Gemeinde Hartenfels im Westerwald zeigt das Antoniterkreuz mit angehängten Glöckchen. Mohrkirch in Angeln führt das Antonierkreuz in Nachfolge der 1778 entstandenen Mohrkirchharde auf dem Land des ehemaligen Klosters Mohrkirchen.
Die Gemeinde Trub im Oberemmental, Kanton Bern, Schweiz führt das Wappen des um 1125 gegründeten und 1532 aufgehobenen Benediktiner-Klosters Trub.

Wappen der Gemeinde Bedburg-Hau
Wappen des Landkreises Gießen
Wappen von Hartenfels
Wappen von Hellenthal
Wappen von Plütscheid
Wappen der Gemeinde Trub
Wappen der Gemeinde Mohrkirch
Wappen der Stadt Tönisvorst[7]

### Plastik

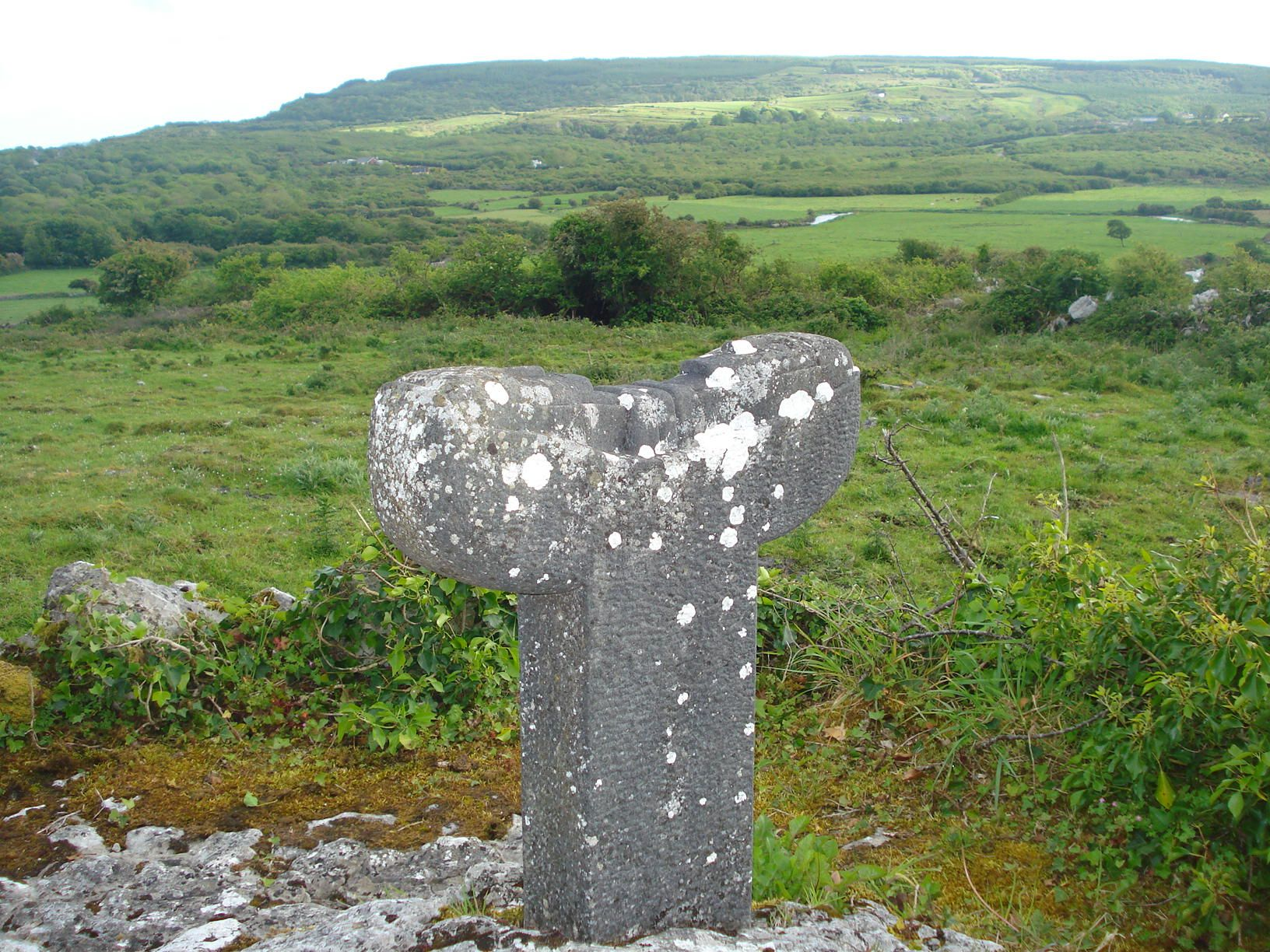
Taukreuz vom Roughan Hill (Replik)

In Irland finden sich heute noch acht Hochkreuze in T-Form, unter ihnen das Cross Inneenboy (Taukreuz vom Roughan Hill), das Taukreuz von Church Island und das Taukreuz von Tory Island.